# Antillas Neerlandesas en los Juegos Olímpicos de Helsinki 1952
Las Antillas Neerlandesas estuvieron representadas en los Juegos Olímpicos de Helsinki 1952 por once deportistas masculinos que compitieron en fútbol.
El equipo olímpico no obtuvo ninguna medalla en esta edición de los Juegos.